# جان جاك ندالا نغامبو
جان جاك ندالا نغامبو (من مواليد 14 يونيو 1987) هو حكم كرة قدم كونغولي دولي منذ عام 2013 وحكام الدوري الوطني من جمهورية الكونغو الديمقراطية.

## روابط خارجية
- "Jean-Jacques Ndala Ngambo Arbitre de Football Professionnel %competition% %area%". Foot Mercato : Info Transferts Football…. اطلع عليه بتاريخ 2023-12-25.
- "J. Ndala". soccerway.com. اطلع عليه بتاريخ 2023-12-25.